# 遙かなる時空の中で4
『遙かなる時空の中で4』（はるかなるときのなかで4）は、2008年6月19日(当初は3月19日となる予定だった)にコーエー（ルビー・パーティー）からPS2版とWii版が同時発売された女性向け恋愛アドベンチャーゲーム。2010年12月22日、PS2版に後日談を追加した『遙かなる時空の中で4 愛蔵版』がPlayStation Portableにて発売されている。

## 概要
歴史の流れに沿った時代設定のシリーズ3作から歴史を遡り、数多の民族や神々が存在する古代を舞台に作られた、龍神の神子や八葉の物語の起源とされる作品。そのため、本作はシリーズで初めて実在の歴史人物が一切登場しない作品でもある。開始時から開かれている「孤高の書」をプレイし、特定キャラクターとの絆を深めると、前作『遙かなる時空の中で3』の個別ルートと同様、恋愛ED（エンディング）に至る個々の「人物の書」が開かれる形式になっている。
なお、川上とも子が遙かシリーズで主人公を演じた最後の作品となった。

## ストーリー
高校教師の風早、同級生の那岐と共に現代で暮らしていた主人公は、子供の頃の記憶がなく、夕焼けの色を目にする度に「何かをしなければならない」という漠然とした思いに駆られていた。ある日、風早を迎えに家を出た主人公は、突然現れた柊と名乗る男に、自分が異世界の中つ国の二ノ姫だと聞かされる。風早、那岐の3人は、時空を越えて戻った彼らの生まれ故郷の異世界において、5年前に常世の国の軍によって滅亡した中つ国の復興に向け、さまざまな種族の仲間と力を合わせた戦いを始めることになる。

## ゲームシステム
章選択システム
『遙かなる時空の中で3』で扱われていた章選択システムを再び起用。前作と異なる点として、一周目に必ず迎えるEDに至るまでは章選択が不可能だった3に対し、本作では序盤から自由に前の章に戻ってプレイすることができる。
3D画面
2Dで描写されていた従来のシリーズと異なり、マップ画面・フィールド画面・戦闘画面が3Dに変更された（画面上を歩く人物も3D）。また、フィールド画面では、キャラをボタンで目的地まで歩かせる他に、行先の地名を選択して自動歩行で移動させる機能も用いられている。
心の天秤
各キャラとの絆が深まる特定イベントで、主人公のみが見ることのできる天秤。傾けるのに成功すると、主人公と主要男性キャラとの絆の最大値、および戦闘後に入手する恵の量が増加する（サブキャラとの進展にも影響）。イベント失敗が他キャラのイベント成功への布石となる場合があり、傾ける天秤の選択も攻略の鍵となる。
戦闘システム
遙かなる時空の中で3での前列と後列に分かれていた敵の配置と異なり、本作では仲間（戦闘参加は最大4人）それぞれの前に1体ずつ敵が配置され、背中合わせで開始する。対峙した敵撃破の段階で、主人公は合流相手を選ぶことができる（味方の場合は、主人公に合流するか仲間に合流するかがランダムで決まる）。また、プレイヤーが行動を指示できるのは主人公のみだが、仲間に個別に戦闘方針を指示することで、行動を絞らせることも可能である。

## 登場人物
従来のシリーズと声優は共通しているものの、加護を得る四神など、前作までの八葉にあたるポジションは（那岐を除き）入れ替わっている。

### 主人公
葦原 千尋（あしはら ちひろ）
声 - 川上とも子
17歳。身長：155cm。五行属性：誕生日によって変化。象徴物：笹百合。イメージカラー：生成色。武器：弓
中つ国の二ノ姫。5年前の中つ国滅亡時、風早と那岐の2人と共に現代に時空移動した。以降、同じ家で親戚として暮らしていたが、土蜘蛛との戦闘、柊との出会いなどをきっかけに再び3人で祖国へと戻ることになり、国の復興を目指して戦い始める。黒髪の姉と異なる、黄金の髪と蒼い目の持ち主。長い髪を三つ編みにして結い上げたシニヨンで青い花の髪飾りをつけている。幼い頃、龍神の声を聞くことができず、巫力の低い姫として扱われており、姉と異なる髪色、瞳の色の容姿も影響して宮中の人間に陰口を叩かれていた。国が滅び落城の城から逃げる際、風早から術を掛けられており豊葦原に戻るまで自身が豊葦原の二の姫であった頃の記憶を無くしていた。
外見からは近寄りがたく固いイメージを持たれがちだが、感情表現は豊かで、他人の価値を素直に認められる少女である。

### メインキャラクター
風早（かざはや）
声 - 井上和彦
誕生日：11月11日。25歳。身長：187cm。AB型。五行属性：木。八卦：巽、十干：甲。象徴物：浜木綿。イメージカラー：天色。武器：片手剣。
主人公の従者で、武官。5年前、主人公と那岐と共に現代に時空移動して、主人公を傍で守り続けていた。現代では高校教師の職に就いており、担当は社会科。のんびりとした爽やかな性格で、言い争いの仲裁役を担うことが多い。土器（かわらけ）作りが趣味。柊、忍人、道臣、羽張彦とは岩長姫を師と仰ぐ同門の出で、友人。主人公に記憶を消す術をかけていたが祖国へ戻ったことで主人公の意思に従い術を解く。記憶を消していたのは主人公を守るためであり不慣れな異世界の生活に順応しやすいようにである。
アシュヴィン
声 - 石田彰
誕生日：1月31日。23歳。身長：179cm。O型。五行属性：木。八卦：震。十干：乙。象徴物：百日紅。イメージカラー：臙脂色。武器：両刃剣。
常世の国の皇子。ナーサティヤの弟でシャニの兄。常世の国の優れた武を司る八雷（やのいかずち）の1人で、黒雷（くろいかずち）と呼ばれる。一見傲慢な性格に見えるが自国の民に慕われており倒すべき敵には容赦なく振舞い、力の弱い民には優しく接する。主人公に対し、敵でありながら助言を与えるなど、不可解な態度を見せる。過去に遠夜と面識がある。
サザキ
声 - 関智一
誕生日：6月3日。31歳。身長：183cm。O型。五行属性：火。八卦：離。十干：丙。象徴物：躑躅。イメージカラー：丹色。武器：チャクラム。
背中に翼が生えており、自由に空を飛べる日向（ひむか）の一族の青年で、山賊のリーダー。元は海賊だったが船を失い、山に移り山賊のようなことをしていた。明るく鷹揚な性格で、各地に眠る宝探しを好む。根城にしていた天鳥船が浮上してからは、船長を自任している。ツクシと卵が嫌い。
那岐（なぎ）
声 - 宮田幸季
誕生日：9月15日。17歳。身長：171cm。B型。五行属性：土。八卦：坤。十干：己。象徴物：梛。イメージカラー：鬱金色。武器：勾玉を連ねた御統（みすまる）。
現代高校生。中つ国滅亡時、主人公と風早と共に時空移動して、現代で5年間を過ごした。霊力に長けた鬼道使い。何事においても怠惰な姿勢を貫き、他人との交流を頑なに拒んでいる。昼寝が趣味で生きがい。きのこ類が好き。千尋と同じ髪色をしている。
布都彦（ふつひこ）
声 - 保志総一朗
誕生日：4月8日。16歳。身長：164cm。A型。五行属性：金。八卦：乾。十干：庚。象徴物：小手毬。イメージカラー：青竹色。武器：巨大な槍。
中つ国の武官。国が滅んでからは、筑紫で道臣と行動を共にしていた。礼儀正しく生真面目で、仕えるべき中つ国の姫である主人公に誠心誠意尽くす。遊びには目もくれず鍛錬に励み、人付き合いにおいては頑固な面も見せる。風早達と同門で親しかった羽張彦という兄がいたが、話題に出されることを嫌がる。
柊（ひいらぎ）
声 - 三木眞一郎
誕生日：2月29日。26歳。身長：182cm。B型。五行属性：金。八卦：兌。十干：辛。象徴物：柊。イメージカラー：萌黄。武器：峨嵋刺（がびし）
常世の国の軍師で、高千穂の領主であるレヴァンタに仕えている。元は中つ国の臣だったが、国を裏切り常世に下った。失った右目に眼帯を着けている。博識で、主人公には読めない常世の国の文字や難解な竹簡も読みこなす。風早、忍人、道臣、羽張彦とは兄弟弟子で友人。
遠夜（とおや）
声 - 高橋直純
誕生日：1月2日。18歳。身長：180cm。A型。五行属性：水。八卦：坎。十干：壬。象徴物：梅花藻。イメージカラー：葡萄染。武器：大鎌。
独特の文化を持ち、人とは異なる理に従って動く土蜘蛛（つちぐも）と呼ばれる異民族の青年。常人には聞こえない声の持ち主で、発言を全て理解できるのは主人公のみ。過去にアシュヴィンと面識がある。棺（ひつぎ）と呼ぶ黒い装束で常に全身を覆っていたが、主人公に勧められてその姿を外界に晒した。穏やかで心優しい性格。
葛城 忍人（かつらぎ おしひと）
声 - 中原茂
誕生日：12月21日。21歳。身長：175cm。A型。五行属性：土、八卦：艮。十干：戊。象徴物：薊。イメージカラー：濃藍。武器：2振りで一対（男と女を司る）の破魂刀（はこんとう）。
獣人（けものびと）を率いて戦う中つ国の将軍。過去の出来事から、岩長姫に代わって大将軍となった主人公に将としての覚悟と努力を要求する。風早、柊、道臣、羽張彦とは兄弟弟子で友人。同門の中では年が離れているが、血筋の誇りが高く、年下扱いを嫌う。過去に土蜘蛛のエイカに裏切られたことから、当初は同じ一族の遠夜を警戒していた。甘いものが苦手。自分にも他者にも非常に厳格。

### 中つ国
一ノ姫（いちのひめ）
声 - 桑島法子
誕生日：10月3日。16歳没。身長：156cm。O型。象徴物：桃。イメージカラー：鴇色。
主人公が憧れていた優しい姉。霊力の高さでも知られ、次代の中つ国の女王と目されていた。想う男性への恋心を貫くため幼い妹の主人公に天鹿児弓を託し、嵐の夜に消息を絶つ。その数年後中つ国は滅亡した。
岩長姫（いわながひめ）
声 - 磯辺万沙子
誕生日：3月30日。65歳。身長：163cm。O型。十干：己。象徴物：カンナ。イメージカラー：赤朽葉。武器：片刃剣。
中つ国の四道将軍の1人で、多くの弟子を育てる一門の師匠でもある。豪快な性格で、武術や戦略の知識は豊富。時空移動したばかりの主人公と那岐に出会い、最初の荒魂の浄化を目撃する。中つ国の王族という主人公の素性を知り、自分が務めていた大将軍の地位を強引に譲り渡した。猪鍋が好き。
狭井君（さいのきみ）
声 - 野沢由香里
誕生日：8月15日。年齢不詳。身長：158cm。A型。象徴物：山百合。イメージカラー：梅紫。
中つ国の重臣。穏やかな笑みを湛える貴婦人。審神者（さにわ）の君とも呼ばれ、国の滅亡後、逃げ延びた故国の勢力を熊野で取り纏めていた。中つ国の存在を何よりも尊び、大事を目指すためであれば犠牲を厭わない性格の持ち主。岩長姫の友人でもある。
大伴 道臣（おおとも の みちおみ）
声 - 鳥海浩輔（ドラマCDのみ）
誕生日：11月2日。30歳。身長：175cm。A型。五行属性：水。十干：癸。象徴物：杜鵑草。イメージカラー：紅碧。武器：刀。
中つ国の武官。国の滅亡後は、布都彦を含む常世の国への叛徒を筑紫で率いていた。戦いを憂えており、避けられる方法を模索する穏やかな性格の人物。物資の補給路の確保に長ける。同門の風早達の優れた武勇と比較し、自分に引け目を感じている。
足往（あゆき）
声 - 浅川悠（ドラマCDのみ）
誕生日：8月4日。11歳。身長：130cm。B型。五行属性：火、十干：丁。象徴物：カタバミ。イメージカラー：枇杷茶。武器：槍。
狗奴（くな）と呼ばれる、犬に似た耳と尻尾を誇りとする民族の少年。軍に属した当初は上司の忍人を嫌っていたが、危機を救われてからは部下を思い遣る彼を慕い、少しでも近づけるように日々腕を磨いている。元気な性格の子供で足が速い。
夕霧（ゆうぎり）
声 - 川村万梨阿（ドラマCDのみ）
誕生日：12月1日。年齢不詳。身長：170cm。AB型。十干：戊。象徴物：猫柳。イメージカラー：紅藤。
大輪の花と簪で髪を結った美人。話す言葉に独特の訛りがある。高千穂の御木邑を訪れた主人公に、領主レヴァンタが人々に強いる悪行を教えた。居丈高に振舞う配下の者を追い払うきっかけを作った主人公を気に入り、仲間として旅への同行を申し出る。
カリガネ
声 - 根本正勝
誕生日：10月19日。31歳。身長：182cm。A型。五行属性：水。十干：癸。象徴物：雁金草。イメージカラー：灰青。武器：カタリヤ。
日向の一族の青年で、サザキとは幼い頃からの友人。料理や菓子作りが上手。寡黙でぶっきらぼうだが、心を痛める主人公を遠回しに気遣うなど、優しい一面も見せる。
羽張彦（はばりひこ）
声 - 無し
誕生日：3月27日。24歳没。身長：183cm。A型。イメージカラー：若草色。
布都彦の兄。故人。優れた槍の使い手。風早・柊・忍人・道臣とは兄弟弟子で友人だった。とある事件を起こしたことから罪人の烙印を押され、父は吉備の長の座を剥奪され一族は橿原を追われた。2枚のスチルでのみ彼の容姿を確認できる。

### 常世の国
皇（ラージャ）
声 - 石塚運昇
誕生日：7月9日。58歳。身長：179cm。A型。十干：丁。象徴物：枸橘。イメージカラー：紫鳶。
常世の国の王。現在の皇は獅子王スーリヤ。かつては慈悲深い名君として知られていたが、冷酷な性格へと変貌した。龍神の神子として動き始めた主人公に強い警戒と執着を示し、命を奪おうと画策を施す。
ナーサティヤ
声 - 置鮎龍太郎
誕生日：2月1日。28歳。身長：180cm。AB型。五行属性：火、十干：丁。象徴物：木槿。イメージカラー：月白。
常世の国の皇子。アシュヴィンとシャニの兄。火雷（ほのいかずち）と呼ばれ、炎を自在に操る能力を持つ。守るべき法と掟に厳しく、父である皇の命令を忠実に実行している。土蜘蛛のエイカを従える。戦闘では片刃刀を使う。
シャニ
声 - 桑島法子（ドラマCDのみ）
誕生日：6月10日。13歳。身長：152cm。AB型。十干：庚。象徴物：甘茶。イメージカラー：青磁色。
常世の国の皇子で、出雲の領主。ナーサティヤとアシュヴィンの弟。若雷（わかいかずち）と呼ばれる。人懐こい性格で庶民とも気さくに接し、主人公を「お姉ちゃん」と呼んで慕う。無邪気だが人の心に聡い。
ムドガラ
声 - 石井康嗣（ドラマCDのみ）
誕生日：5月3日。46歳。身長：197cm。A型。五行属性：金、十干：辛。象徴物：檜。イメージカラー：檜皮色。
常世の国の将軍。誠実な武人であり、皇の信任も篤い。過去、アシュヴィンの剣の指南役を務め、彼に人としての生き方と王族が育むべき覚悟を教えた。ナディという鷹を飼っている。戦闘ではアジャ・カティ（湾曲した刀）を使う。
リブ
声 - 浜田賢二（ドラマCDのみ）
誕生日：9月20日。25歳。身長：187cm。O型。十干：癸。象徴物：茶樹。イメージカラー：涅色。
アシュヴィンの腹心。容姿も性格も温和な青年だが、気になることは誰が相手でも臆さず口にする。命と忠誠を捧げる主が行動し易いように補佐する一方、たたら場で新しい兵器や品物の作成に尽力している。
レヴァンタ
声 - 無し
誕生日：11月3日。25歳。身長：185cm。O型。五行属性：土。象徴物：弟切草。イメージカラー：黄土色。
高千穂を治める常世の国の領主。土雷（つちいかずち）と呼ばれる。柊を唯一の忠臣と認め、従えている。領民に自分に対する崇拝を強要し、抵抗する者は残らず投獄するなど恐怖政治を敷く。戦闘では斧を使う。
エイカ
声 - 中村誠治郎
誕生日：4月15日。21歳。身長：182cm。AB型。五行属性：金。象徴物：鳥兜。イメージカラー：墨染。
土蜘蛛の一族の青年で、ナーサティヤの忠実な部下。中つ国滅亡時は橿原宮に治癒役として潜入し、後に裏切ったことで、忍人が率いる部隊の狗奴以外を壊滅状態に陥らせた。同族の遠夜とは知己の仲。戦闘では鎌を使う。

## スタッフ
- 総括 - ルビー・パーティー（コーエー）
- キャラクターデザイン - 水野十子

## 主題歌
エンディングテーマ『神秘の螺旋』
歌 - 滝口幸広

## 関連商品

### CD
ドラマ・ヴォーカル・BGM集
- 遙かなる時空の中で4 〜天空（あめそら）の書〜
- 遙かなる時空の中で4 〜大地（おおつち）の書〜
- 遙かなる時空の中で4 〜朝露（あさつゆ）の書〜
- 遙かなる時空の中で4 〜夜霧（よぎり）の書〜

ヴォーカル集
- 遙かなる時空の中で4 〜星影の詩（うた）〜
- 遙かなる時空の中で4 〜時巡の詩（うた）〜

バラエティCD
- 遙かなる時空の中で4 〜瑞穂の国〜

### 書籍
- 遙かなる時空の中で4 オフィシャルガイド
- 遙かなる時空の中で4 コンプリートガイド 上・下
- コミック 遙かなる時空の中で4 カーニバル 1・2
- 遙かなる時空の中で4 （1） 果てなき天（あめ） （GAMECITY文庫）
- 遙かなる時空の中で4 （2） 志の遠き地 （GAMECITY文庫）
- 遙かなる時空の中で4 （3） 護るべき人 （GAMECITY文庫）
- 遙かなる時空の中で4 ビジュアルブック
- 遙かなる時空の中で4 メモリアルブック 完全設定資料集